# Il campione olimpico
Il campione olimpico (The Olympic Champ) è un film del 1942 diretto da Jack Kinney. È un cortometraggio animato della serie Goofy realizzato, in Technicolor, dalla Walt Disney Productions e uscito negli Stati Uniti il 9 ottobre 1942. Nel marzo 2000 fu inserito nel film di montaggio direct-to-video I capolavori di Pippo.

## Trama
Una voce fuori campo parla delle origini dei Giochi olimpici, il cui simbolo è il tedoforo - impersonato da Pippo - che porta la fiaccola in uno stadio, dove si svolgeranno le Olimpiadi. Pippo poi si cimenta, con esiti disastrosi, in vari sport olimpici: la corsa, il mezzofondo, la maratona, la marcia, la corsa ad ostacoli, il salto con l'asta, il lancio del martello e persino il decathlon, durante cui Pippo lancia un giavellotto, che, finendo contro la corda di una bandiera, torna indietro e lo insegue. Pippo rischia così di venir colpito più volte nel sedere dal giavellotto, finché non si schianta contro il tavolo dei trofei.

## Distribuzione

### Edizione italiana
Il cortometraggio arrivò in Italia nel 1972 come parte del programma Pippo olimpionico in occasione dei Giochi olimpici di Monaco. Il doppiaggio venne eseguito dalla C.D. - Cooperativa Doppiatori su dialoghi di Roberto De Leonardis. Nel 1992 il corto fu poi ridoppiato dalla Royfilm per l'inclusione nella VHS Pippo star delle olimpiadi. Questo doppiaggio fu usato fino al 2012, quando la stessa società lo doppiò nuovamente su dialoghi di Nunziante Valoroso e direzione di Leslie La Penna per l'inserimento nel programma Topolino che risate!.

### Edizioni home video

#### VHS
- Pippo olimpionico (settembre 1982)[6]
- Pippo star delle olimpiadi (aprile 1992)[5]
- I capolavori di Pippo (marzo 2000)[2]

#### DVD
Il cortometraggio è incluso nei DVD Walt Disney Treasures: Pippo, la collezione completa ed Extreme Sports Fun.